# Johannes Christiaan Schotel

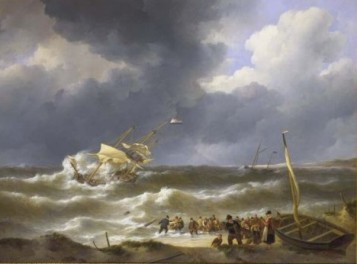
Schipbreuk van de Delphine bij Zandvoort, 1822

Johannes Christiaan Schotel (Dordrecht, 11 november 1787 – aldaar, 21 december 1838) was een Nederlands kunstschilder.
Johannes Christiaan Schotel was een schilder die zich volledig toegelegd heeft op het schilderen van maritieme onderwerpen. In het bijzonder schepen op zee waren onderwerp van zijn schilderijen.
De weergave van schepen was zijn specialiteit, tuigage en mensen tegen een vaak dreigende achtergrond van lucht en water. Voor de negentiende eeuw was Schotel waarschijnlijk de belangrijkste zeeschilder.
Johannes Christiaan werd in Dordrecht geboren als zoon van een fabriekseigenaar. Het was de bedoeling dat hij zijn vader daar in op zou volgen. Al vroeg werd echter duidelijk dat hij aanleg had voor het tekenen, al in 1805 werd hij ingeschreven als lid van het Dordtse Teekengenootschap Pictura. Schotel nam in 1808 les van Martinus Schouman, destijds een bekend zeeschilder, maar al snel werd duidelijk dat de talenten van Schotel die van zijn meester zouden overvleugelen. 
Het werk van J.C. Schotel was een voortzetting van de traditie van de Hollandse zeventiende-eeuwse zeeschilders zoals Willem van de Velde de Oude en Ludolf Bakhuyzen.  
Johannes Christiaan trouwde met Petronella Elisabeth van Steenbergen. Hun kinderen zouden voor een deel in de kunst doorgaan. Zoon Petrus Johannes Schotel, geboren in 1808, volgde in zijn voetsporen als zeeschilder, dochter Christina Petronella Schotel (1818-1854) was een schilderes van stillevens. Zoon Gilles Dionysius Jacobus Schotel werd predikant in Brabant.
Johannes Christiaan Schotel stierf op 51-jarige leeftijd in Dordrecht.